# Saint-Hilaire-sur-Benaize
Saint-Hilaire-sur-Benaize – miejscowość i gmina we Francji, w Regionie Centralnym, w departamencie Indre.
Według danych na rok 1990 gminę zamieszkiwały 293 osoby, a gęstość zaludnienia wynosiła 9 osób/km² (wśród 1842 gmin Regionu Centralnego Saint-Hilaire-sur-Benaize plasuje się na 848. miejscu pod względem liczby ludności, natomiast pod względem powierzchni na miejscu 293.).